# 約翰·阿金森·霍布森
约翰·阿金森·霍布森（John Atkinson Hobson，1858年7月6日—1940年4月1日）英国经济学家、社会科学家、帝国主义评论家，广受欢迎的讲师和作家。他1902年的著作《帝国主义》对俄国布尔什维克革命家列宁的思想产生重大影响，并在其著作《帝国主义是资本主义的最高阶段》得以体现。此外，托洛茨基和汉娜·阿伦特的《极权主义的起源》也受到他的影响。